# Курлин, Юрий Владимирович
Юрий Владимирович Курлин (17 сентября 1929 — 27 февраля 2018) — советский и украинский лётчик-испытатель, Герой Советского Союза (1966).

## Биография
Родился 17 сентября 1929 года в городе Шацк.
Юные годы провёл в Пятигорске. Окончил Ростовский индустриальный техникум и Краснокутское лётное училище Гражданского воздушного флота, после чего работал лётчиком гражданской авиации в Киеве. В 1956 году Курлин окончил Киевский институт инженеров гражданского воздушного флота, после чего год работал лётчиком транспортного отряда Воронежского авиационного завода.
В 1958 году Курлин окончил школу лётчиков-испытателей, после чего 36 лет работал лётчиком-испытателем ОКБ Антонова. Участвовал в испытаниях самолётов «Ан-124», «Ан-8», «Ан-10», «Ан-12», «Ан-22», «Ан-24», «Ан-26», «Ан-10А», «Ан-32». В 1985 году Курлин установил четыре мировых рекорда высоты на «Ан-32».
Указом Президиума Верховного Совета СССР от 22 июля 1966 года за «мужество и героизм, проявленные при испытании новой авиационной техники» Юрий Курлин был удостоен высокого звания Героя Советского Союза с вручением ордена Ленина и медали «Золотая Звезда» за номером 11247.
В 1994 году ушёл с лётно-испытательской работы. Проживал в Киеве, работал инструктором-методистом в ОКБ Антонова.
Заслуженный лётчик-испытатель СССР, мастер спорта СССР международного класса по самолётному спорту, 1 разряд по спортивной гимнастике.
Умер 27 февраля 2018 года. Похоронен в Киеве на Берковецком кладбище.

## Награды
- Герой Советского Союза (22 июля 1966, медаль № 11247, «за мужество и героизм, проявленные при испытании новой авиационной техники»);
- орден Ленина (22.07.1966 г.);
- два ордена «Знак Почёта»;
- орден Богдана Хмельницкого 3-й степени;
- орден «За заслуги» III степени (Украина, 7 февраля 2000 года) — за весомые достижения в профессиональной деятельности, многолетний добросовестный труд[3]
- медали.